# Fahid Ben Khalfallah
Fahid Ben Khalfallah (en árabe: فهيد بن خلف الله‎) (n. 9 de octubre de 1982 en Péronne) es un reconocido futbolista francés nacido en Túnez. Actualmente juega como mediocampista para el Brisbane Roar de la A-League.

## Carrera
Ben Khalfallah jugó en la segunda y tercera división  en Francia hasta que tuvo 25 años, cuando tuvo su primera prueba en la Ligue 1 con el SM Caen. Sin embargo, su nuevo equipo quedó relegado luego de la primera temporada del mediocampista en la Primera División de Francia.
En el verano del 2009, firmó un contrato con el Valenciennes FC por tres años. Inició la temporada bastante bien, siendo titular en cinco partidos y entrando desde la banca en otros cinco, anotando 3 goles y realizando 5 asistencias de gol.
En agosto del 2010 se unió al Girondins de Burdeos por un pago de € 5 millones.

## Selección nacional
Fahid es internacional absoluto con la Selección de fútbol de Túnez, debutó en un partido contra la Selección de fútbol de Burkina Faso por la Clasificación de CAF para la Copa Mundial de Fútbol de 2010, donde el equipo Tunecino terminó empatando 0 a 0 contra el conjunto Burkinés, actualmente ha jugado 18 partidos internacionales anotando 2 goles en ellos.

## Clubes
| Club                 | País      | Periodo       | Liga PJ (G) |
| -------------------- | --------- | ------------- | ----------- |
| Amiens SCF           | Francia   | 2001-2004     | 82 (4)      |
| Laval                | Francia   | 2005-2007     | 73 (12)     |
| Angers SCO           | Francia   | 2007-2008     | 35 (5)      |
| SM Caen              | Francia   | 2008-2009     | 30 (2)      |
| Valenciennes FC      | Francia   | 2009 - 2010   | 39 (7)      |
| Girondins de Burdeos | Francia   | 2010 - 2014   | 83 (2)      |
| Troyes AC            | Francia   | 2014          | 15 (1)      |
| Melbourne Victory    | Australia | 2015-2017     | 49 (7)      |
| Brisbane Roar        | Australia | 2017-presente | 14 (1)      |